# Spaniens Grand Prix 1990
Spaniens Grand Prix 1990 var det fjortonde av 16 lopp ingående i formel 1-VM 1990.

## Resultat
1. Alain Prost, Ferrari, 9 poäng
2. Nigel Mansell, Ferrari, 6
3. Alessandro Nannini, Benetton-Ford, 4
4. Thierry Boutsen, Williams-Renault, 3
5. Riccardo Patrese, Williams-Renault, 2
6. Aguri Suzuki, Larrousse (Lola-Lamborghini), 1
7. Nicola Larini, Ligier-Ford
8. Mauricio Gugelmin, Leyton House-Judd
9. Yannick Dalmas, AGS-Ford
10. Michele Alboreto, Arrows-Ford

### Förare som bröt loppet
- Derek Warwick, Lotus-Lamborghini (varv 63, växellåda)
- Ivan Capelli, Leyton House-Judd (59, kroppsligt)
- Gerhard Berger, McLaren-Honda (56, kollision)
- Ayrton Senna, McLaren-Honda (53, kylare)
- Nelson Piquet, Benetton-Ford (47, batteri)
- Andrea de Cesaris, BMS Scuderia Italia (Dallara-Ford) (47, motor)
- Olivier Grouillard, Osella-Ford (45, hjullager)
- Pierluigi Martini, Minardi-Ford (41, snurrade av)
- Philippe Alliot, Ligier-Ford (22, snurrade av)
- Eric Bernard, Larrousse (Lola-Lamborghini) (20, växellåda)
- Satoru Nakajima, Tyrrell-Ford (13, snurrade av)
- Gabriele Tarquini, AGS-Ford (5, motor)
- Stefano Modena, Brabham-Judd (5, kollision)
- Jean Alesi, Tyrrell-Ford (0, snurrade av)
- Emanuele Pirro, BMS Scuderia Italia (Dallara-Ford) (0, gasspjäll)

### Förare som ej startade
- Martin Donnelly, Lotus-Lamborghini (0, skadad)

### Förare som ej kvalificerade sig
- David Brabham, Brabham-Judd
- Paolo Barilla, Minardi-Ford
- Bernd Schneider, Arrows-Ford
- Bertrand Gachot, Coloni-Ford

### Förare som ej förkvalificerade sig
- Roberto Moreno, EuroBrun-Judd
- Claudio Langes, EuroBrun-Judd
- Bruno Giacomelli, Life-Judd